# Palacio Ravera
El Palacio Ravera es un histórico edificio modernista de la ciudad piamontesa de Ivrea en el norte de Italia.

## Historia
El edificio fue construido por el comerciante Stefano Ravera, descendiente de una destacada familia de constructores locales. Él encargó la construcción del palacio tras haber podido admirar los grandes palacios del siglo XIX de Ginebra y Zúrich durante sus frecuentes viajes a Suiza, encargando el proyecto al ingeniero eporediés Romolo Peona.

## Descripción
La peculiaridad principal del edificio es representada por su fachada septentrional que se destaca por su forma cilíndrica.